# Kostel svatého Martina (Vrbové)
Kostel sv. Martina se nachází ve městě Vrbové. Tento římskokatolický kostel je zasvěcen sv. Martinovi biskupovi vyznavači.

Byl dobudován v roce 1397 jako farní. Původní gotický kostel se svatyní trojbokého závěru a představěnou věží se zachoval ve zdivu, sloupech hlavní (střední) lodě a ve věži. V 17. století byl kostel barokizován, byla provedena nová klenba a později přistavěna boční severní loď. V 18. století přistavěna jižní loď. Vnější zdivo jižní a západní strany je hladké, na svatyni a na severním průčelí jsou opěrné pilíře. Klenba svatyně je lunetová se štukovou ozdobou, hlavní a jižní loď má křížovou klenbu, klenba severní lodi je valená. Představěná gotická věž má v přízemí goticky lomený vchod. Zde je i vchod do krypty.
Nový hlavní oltář má uprostřed sochu sv. Martina, po stranách apoštolů sv. Petra a sv. Pavla.
Kazatelna s plastikami sv. evangelistů a reliéfy církevních učitelů je ze začátku 18. století.
Na vedlejším pilíři je tabule na památku mešních nadací tit. biskupa Pavla Forgáče (1736).
V závěru severní lodi je oltář Sedmibolestné Panny Marie. V jižní lodi je oltář Božského Srdce a na sloupu oltář Srdce Panny Marie.
V kostele jsou rozmístěny zastavení křížové cesty, kříž a sochy.
Užívaný boční vchod vede do jižní lodi, kde jsou umístěny varhany (1947).

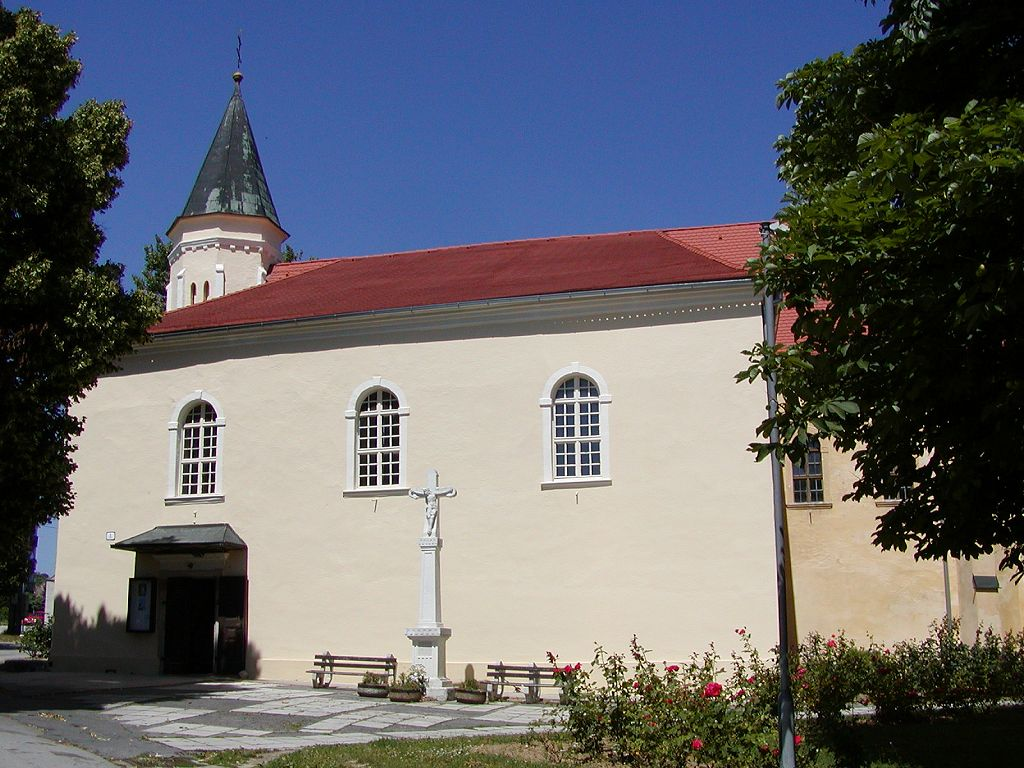
Boční jižní vchod.

Kostel v letech 1612-1662 sloužil nekatolíkům.
Vedle kostela je věž, vybudovaná v roce 1835 na místě původní gotické.
Stará osada s nálezy z paleolitu, neolitu a z doby bronzové má první písemnou zprávu z roku 1390 (Orbo). Od roku 1397 je doložena fara. V roce 1437 udělil král Zikmund obci městské výsady. Farní matriky jsou vedeny od roku 1699. Farská škola známá již v 16. století, za tureckého pustošení v roce 1599 zničena, obnovena jako římskokatolická lidová škola v roce 1752. Kondochium od konce 18. století. Do farnosti patří Šípkové a Prašník. Na faře je pamětní tabule Jána Baltazara Magina.